# Dreeus
Dreeus là một chi bọ cánh cứng trong họ Chrysomelidae.
Chi này được miêu tả khoa học năm 1983 bởi Shute.

## Các loài
Chi này gồm các loài:
- Dreeus distinctus Shute, 1983